# Olivin
Olivin är ett mörkt, grönfärgat mineral som förknippas med ultrabasiska djupbergarter. Det är ett av världens vanligaste mineral. Olivin bildas i den övre delen av jordens mantel och kommer upp till markytan genom vulkanism eller bergskedjebildning.

## Egenskaper
Olivin har en speciell grön färg. Beryll kan ha samma äppelgröna färg, men förväxling kan undvikas genom att en olivin aldrig kan finnas i en granit-pegmatit, där beryllen hör hemma. Mineralet består av magnesiumjärnsilikat med betydligt mera magnesium än järn. Mineralets färg blir mörkare med ökande järnhalt.
Olivin kommer till användning som formsand vid stålgjutning eller som råämne till eldfast tegel. 
Olivin reagerar med koldioxid, vilket gör att det finns forskare som menar att det skulle kunna användas för att motverka växthuseffekten. Det skulle då exempelvis kunna användas på tak.

### Miljö
Vegetationen på olivinrik mark är magrare och ofta mycket speciell. I Åheimtrakteni Norge ser man på avstånd var olivinen har kommit till ytan.

## Namnet
Olivin är det geologiska namnet på stenen, ädelstensnamnet är peridot.

## Förekomst
Olivin finns bland annat på Azorerna, Madeira och Kanarieöarna, Norge och Sverige (till exempel vid basaltvulkanerna i Skåne).
Olivin påträffas i ultrabasiska djupbergarter som dunit, basalt, diabas, hyperit, gabbro.

### Fyndorter
Olivin finns i bland annat Egypten, Sverige, Norge, Myanmar, USA, Kongo-Kinshasa, Australien, Brasilien och Sydafrika.

## Bilder

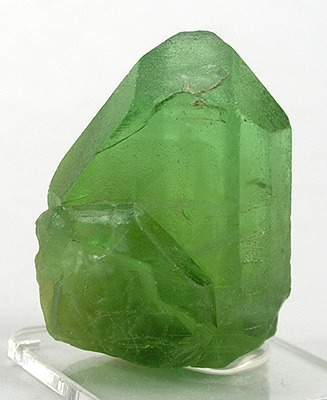
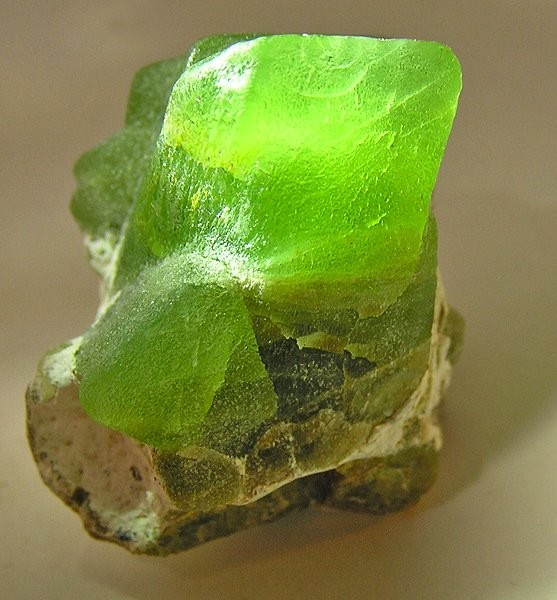
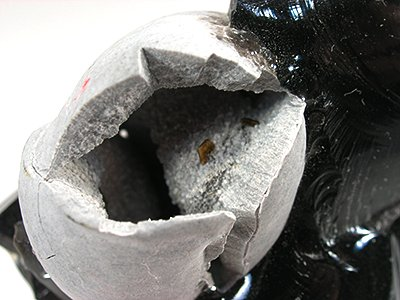
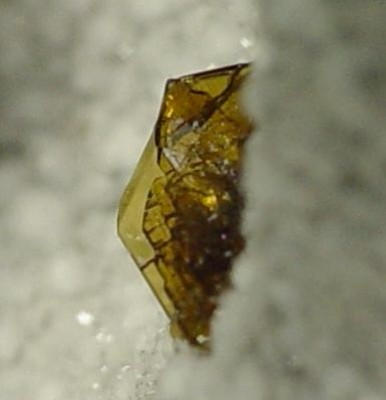
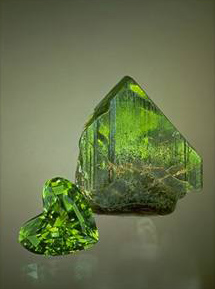
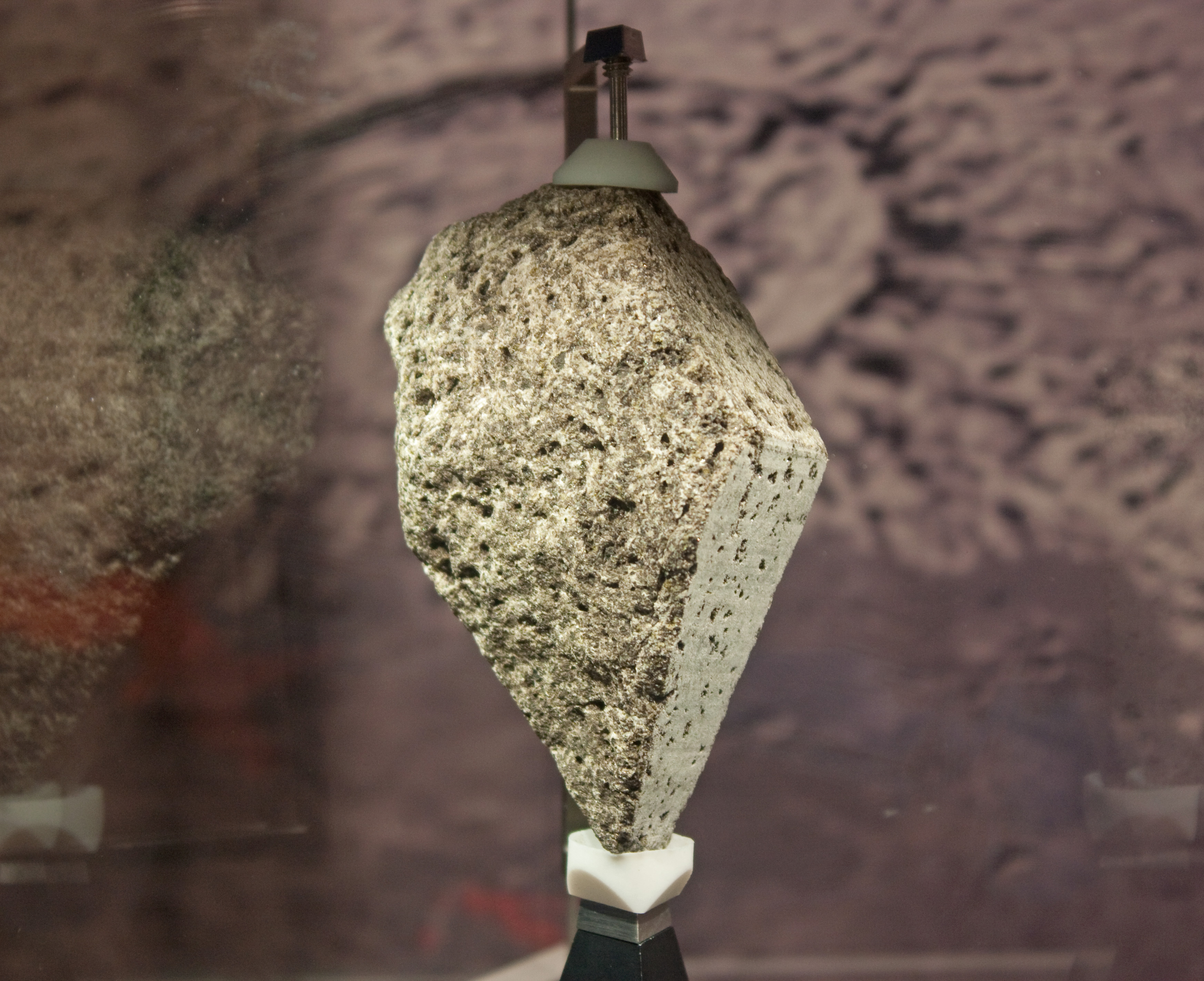
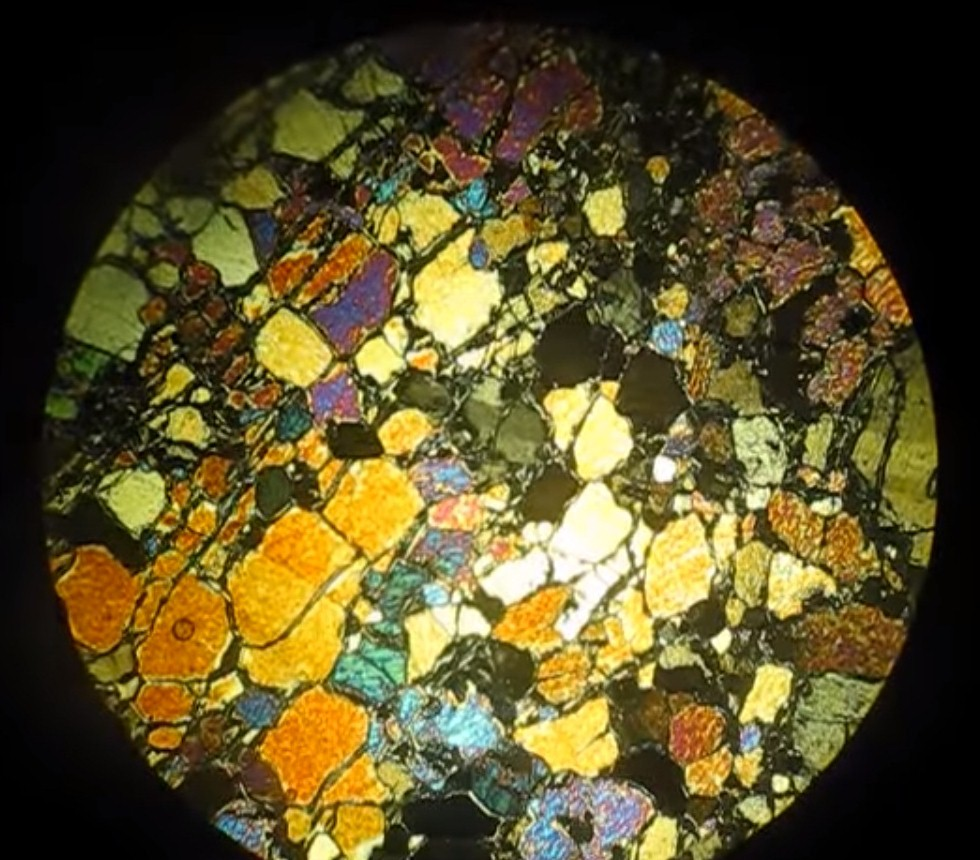